# Hoegaarden (fábrica de cerveza)
Hoegaarden es una empresa fabricante de cerveza de Hoegaarden, Bélgica. La empresa fue fundada en 1445 y produce una conocida cerveza de trigo. Está disponible en más de 70 países y es una marca de AB InBev, el grupo cervecero más grande del mundo. Se produce en la Brasserie Hoegaarden (anteriormente Brasserie De Kluis).

## Historia
Un pueblo llamado Hoegaarden, cerca Tienen en Flandes, es el lugar de nacimiento actual de la cerveza rubia de trigo belga. Los archivos de elaboración de la cerveza en el pueblo se remontan a 1445, cuando los monjes locales eran entusiastas cerveceros, pero la tradición se extinguió en la década de 1950.

### Inicios e historia actual
El pueblo de Hoegaarden había sido conocida por su witbieren (cerveza blanca) desde la Edad Media. En el siglo XIX, el pueblo tenía trece fábricas de cerveza y nueve destilerías; sin embargo, en 1957, la última cervecería local, Tomsin, cerró sus puertas. Pierre Celis, un lechero que había crecido junto a la fábrica de cerveza y a veces ayudaba con la elaboración de la cerveza, decidió unos diez años más tarde tratar de revivir el estilo. Comenzó una nueva fábrica de cerveza llamada de Sluis, en su pajar.
Celis utiliza los ingredientes tradicionales de agua, levadura, trigo, lúpulo, cilantro, y piel seca de naranja Curaçao seca conocida como Laraha. En la década de 1980, con una demanda creciente, Celis compró Hougardia, una antigua fábrica de limonada, para ampliar su capacidad.
Después de un incendio en 1985, varios de los cerveceros ofrecieron su ayuda —como es tradicional en Bélgica—. Uno de estos fue el mayor productor de cerveza del país, llamado Interbrew (después de una fusión con AmBev, rebautizada InBev). Interbrew prestó el dinero para la compra de otros edificios para reconstruir la fábrica de cerveza. Conforme pasaba el tiempo, Celis sintió cada vez más que la empresa utiliza el préstamo para presionarle a cambiar la receta para hacerla cerveza más para el "mercado de masas".

### Celis va a Texas y Míchigan
Celis decide vender la fábrica de cerveza, y con los ingresos, se trasladó a Estados Unidos, donde estableció el Celis Brewery en Austin, Texas, para seguir haciendo witbier siguiendo la receta original de Hoegaarden en sus palabras. Más tarde fue adquirida por Miller Brewing. Celis nunca se trasladó del todo a Texas, pero su hija y su yerno, que operaba la fábrica de cerveza, sí lo hizo. Miller finalmente cerró la fábrica de cerveza y vendió el equipo y los nombres de marca a Michigan Brewing Company.
La witbier Celis elaborada en Texas, era elaborada al mismo tiempo en Bélgica, en primer lugar por Brouwerij De Smedt y luego por Brouwerij van Steenberge. Esta cerveza, Celis White, se elabora en Bélgica por Brouwerij van Steenberge, y fue elaborada en Estados Unidos por Michigan Brewing Company, hasta que quebró y traspasó el nombre.

### Hoegaarden desde la adquisición por InBev
En noviembre de 2005, InBev anunció el inminente cierre de la fábrica de cerveza de Hoegaarden, entre otros cambios en Bélgica. La cervecería iba a cerrar a finales de 2006 y la producción se iba a trasladar la mayor fábrica de cerveza de InBev en Jupille. La cerveza Julius fue probablemente la primera afectada, y suscitó la preocupación entre los consumidores de que todas las cervezas que fueron acondicionadas en botella iban a ser cambiadas. El cierre provocó las protestas de los ciudadanos de Hoegaarden, molestos por la pérdida del símbolo más famoso de la ciudad y el empleador más importante.
El traslado nunca fue terminado. Los cerveceros en Jupille quedaron insatisfechos con la producción local de la witbier, por lo que el 10 de septiembre de 2007, Inbev decidió mantener la producción en Hoegaarden. Inbev también decidió invertir parte de un presupuesto de 60 millones de euros en la fábrica de Hoegaarden para modernizar las instalaciones.

## Tipos de cerveza Hoegaarden

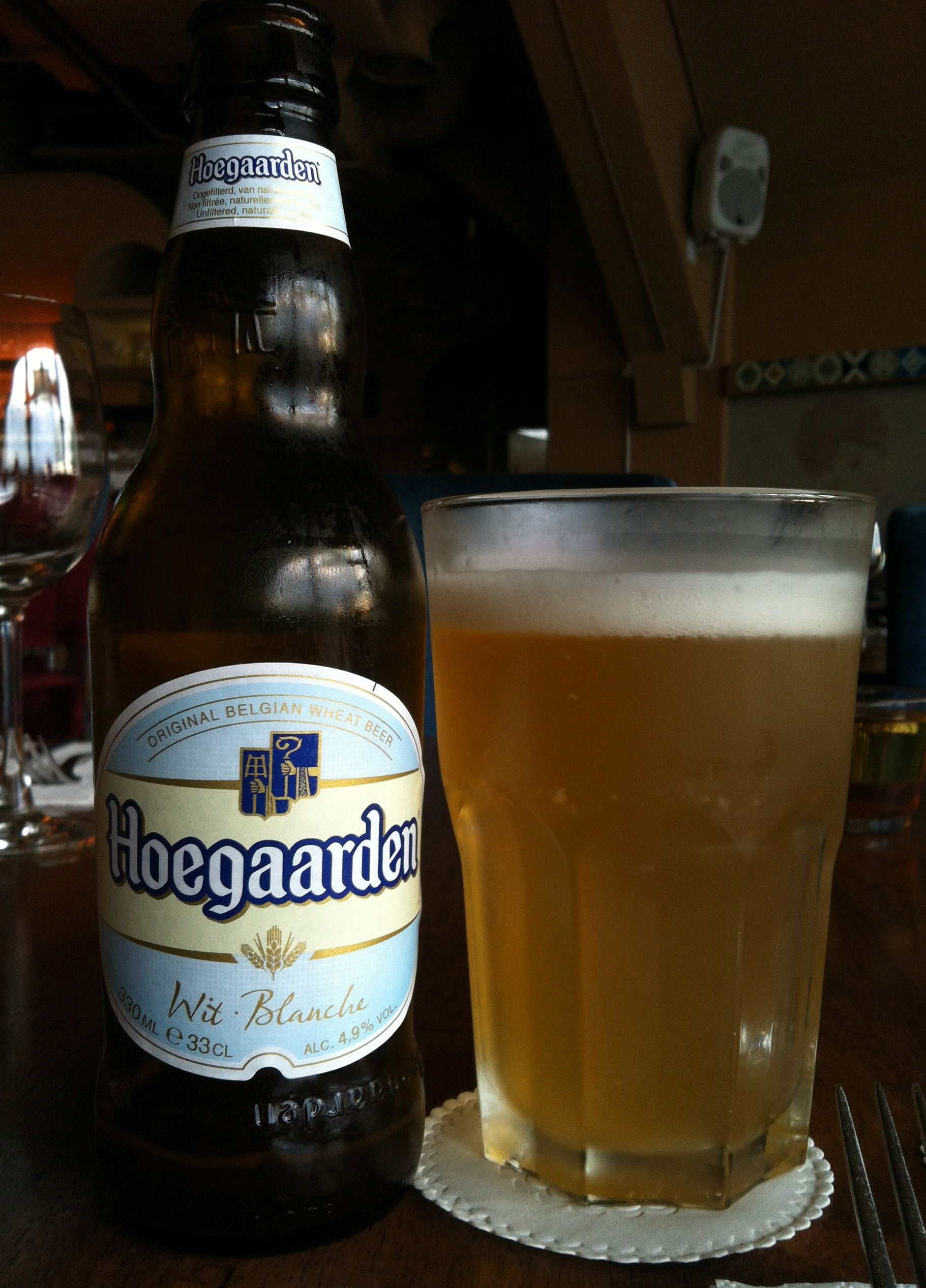
Hoegaarden witbier en su característico vaso hexagonal de vidrio.

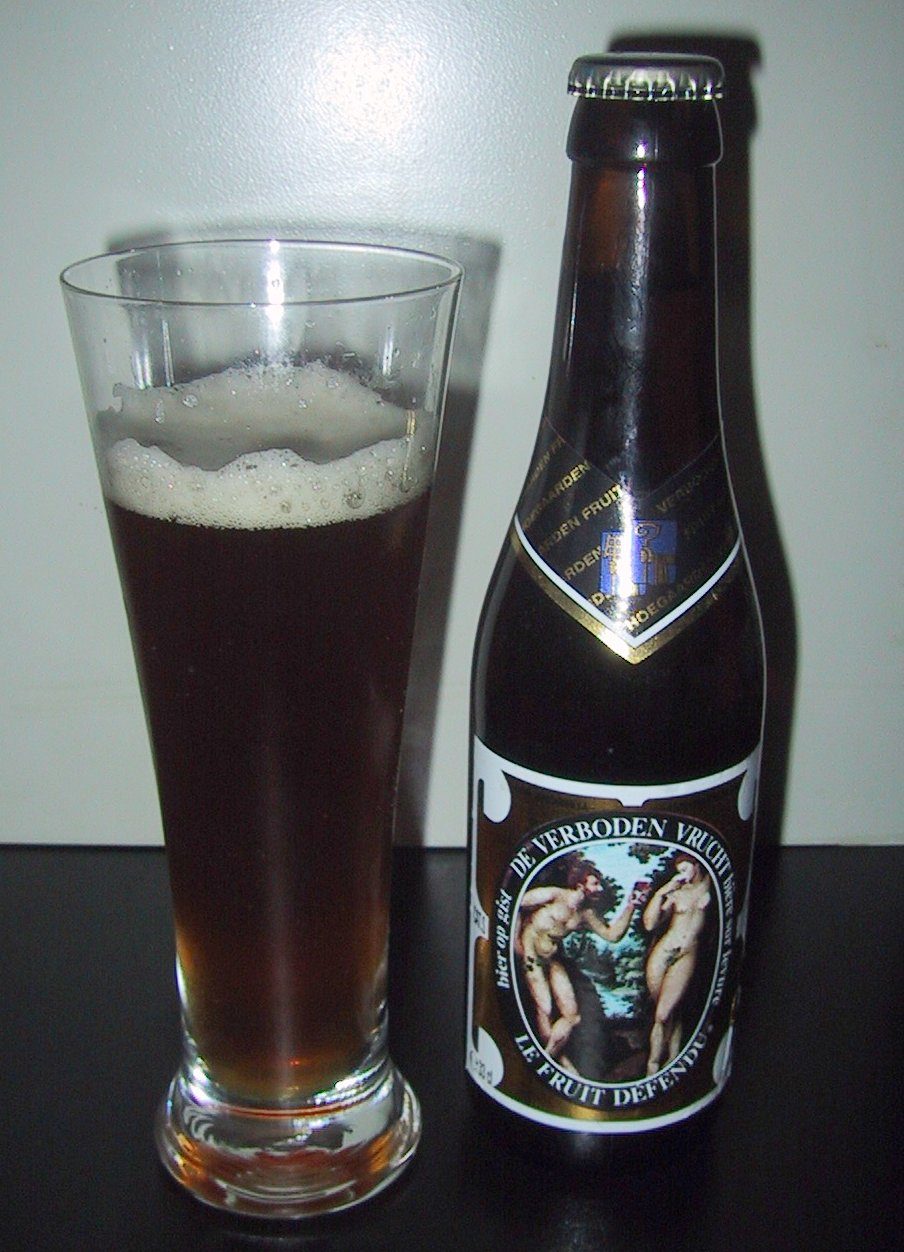
Cerveza Fruto prohibido.

Cerveza de trigo
Elaborada por primera vez en el año 1445, Hoegaarden es una witbier y está condimentada con cilantro y cáscara de naranja. No está filtrada y por lo tanto tiene una apariencia turbia. Tiene un contenido alcohólico de 4.9 %.
Rosée
Lanzado en 2007, 3 % vol. alc. Disponible en Benelux únicamente.
Citron
Lanzado en 2008, de 3 % vol. alc.
Grand Cru
Lanzado en 1985, de 8,5 % vol. alc.
Julius
Un ale rubia de 8.8 %, con un sabor seco formado a través un lupulado triple.
Fruto prohibido
(en francés: Fruit Defendu. Flamenco: Verboden Vrucht) Cerveza oscura de 8,5 %, con adición de especias que le dan una gran complejidad.
DAS
Una amber ale especiada de 5 %, elaborada a partir de una receta de 1931. Desde 2009 ya no se produce.
Spéciale
Hoegaarden Spéciale es una cerveza de trigo lanzada en 1995, con 5,7 % vol. alc. Tiene un cuerpo complejo y sabroso de estilo belga. Tiene un característico sabor afrutado y especiado con claras notas a clavo y cilantro. Está disponible desde octubre a enero.